# Corrantitla
Corrantitla är en ort i Mexiko.   Den ligger i kommunen Milpa Alta och delstaten Distrito Federal, i den sydöstra delen av landet, 27 km söder om huvudstaden Mexico City. Corrantitla ligger 2 390 meter över havet och antalet invånare är 147.
Terrängen runt Corrantitla är huvudsakligen kuperad, men åt nordost är den platt. Runt Corrantitla är det tätbefolkat, med 411 invånare per kvadratkilometer. Närmaste större samhälle är Iztapalapa, 17,8 km norr om Corrantitla. Trakten runt Corrantitla består till största delen av jordbruksmark.